# Mesocinetus subjectus
Mesocinetus subjectus  (лат.) — ископаемый вид жуков рода Mesocinetus из вымершего семейства Mesocinetidae (надсемейство Scirtoidea). Обнаружены в верхнеюрских отложениях Центральной Азии (Шар-Тегская свита, Sharteg Formation, Гоби-Алтайский аймак, восточнее горы Атас-Богд 5—6 км, западнее горы Шара-Тэг, Монголия).
Тело мелкого размера (длина около 3 мм, ширина 1,7 мм, длина надкрылий 2,6 мм). 
Переднеспинка спереди выпуклая, мезококсы соприкасающиеся, скошенные метакоксы почти достигают задний край 1-го вентрита; бедерные покрышки метакокс узкие.
Вид был впервые описан по отпечаткам в 2010 году российскими энтомологами Александром Георгиевичем Кирейчуком (Зоологический институт РАН, Санкт-Петербург) и Александром Георгиевичем Пономаренко (Палеонтологический институт РАН, Москва, Россия).
- Mesocinetus Kirejtshuk & Ponomarenko, 2010